# 馬賽人年齡組階級

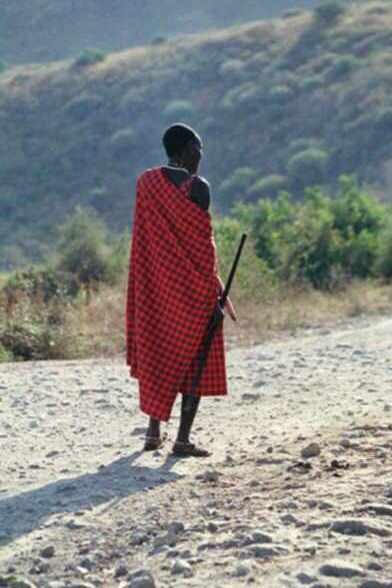
一位马赛人战士

馬賽人藉由嚴格的年齡組階級制度（嚴格來說，年齡組階級是年齡組（Age-sets）內不同的階段）鞏固其基本的政治、社會結構。這些社會規範主要適用於馬賽男性，馬賽女性則自動成為丈夫年齡組的成員。在此制度下，同一年齡組的人群將在同一時期進入成年人的生活。年齡組的形成是永久性的分組，在其成員終生的生命週期中是持續的。同一年齡組的人群將通過不同階段的通過儀禮，進入下一個階級。每個階級持續約15年，包括受割禮的青年（Sipolio）、初級戰士（Ol Murrani Barnot）、高級戰士（Ol Murrani Botor）和長老（Elder），他們是影響整個部落的決策者。

## 馬賽戰士

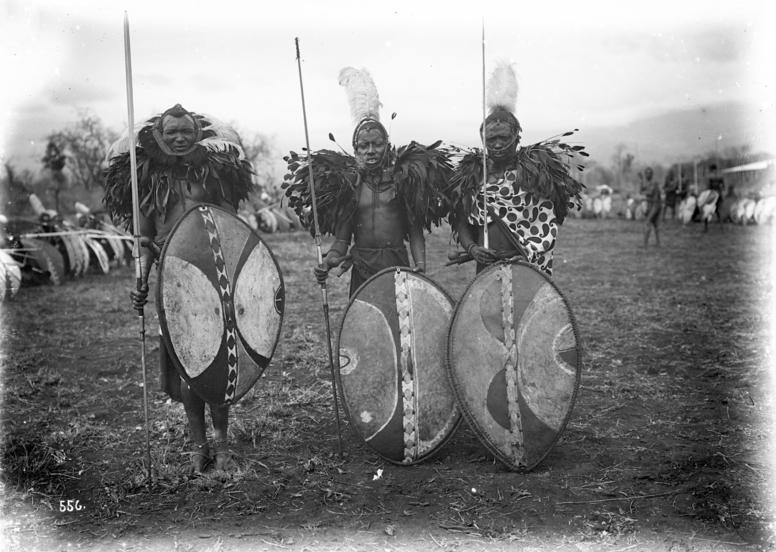
馬賽戰士們

馬賽人的年齡組階級，代表馬賽男人從男孩、青壯年到老人，意即他們身為部落成員一生的職責。
在初級戰士和高級戰士的階級中，馬賽戰士(the Morani)主要的職責是保護部落的人民和牛群免遭掠奪者和其他部落的侵害，並在放牧時接管和守護牛群，尋找新的牧場並與居住在那裡的部落居民爭奪土地資源，進而從鄰近部落搜捕牛群。而嚴格的紀律和培訓確保了這套社會制度的運作。

## 年齡組階級
以下是馬賽人年齡組階級裡四個不同的階段，值得注意的是，每個階段身分的轉變，都會有重要的儀式為這些馬賽男人執行：如馬賽男孩受的割禮、受割禮的青年接受的戰技戰術指導、初級戰士的畢業典禮。也是透過這些不同階段的儀式，穩固了馬賽社會的制度與結構。

### 受割禮的青年
馬賽人的成長歷程可說是一系列的征服和測試，以及對於疼痛的耐力。其中，接受割禮（Emorata）是一項不可或缺的階段性儀式，而確保孩子接受儀式則被視為父親的責任。未受割禮的馬賽男孩（Laiyok）大概在十四歲或十五歲的時候準備接受割禮，有時候甚至會遲至十八歲。確切的年齡和日期由長老們決定，他們將決定部落何時需要一組新的戰士。一旦家中的男孩被選為割禮的候選人，家人將邀請親戚和朋友一同見證儀式。這些儀式將會在名為Imanyat的特殊村莊中舉行 。而這些專門給男孩們行割禮的特殊村莊又稱為 Nkang oo ntaritik，意即小鳥的村莊。割禮同時也是一種成年禮，男孩必須向部落證明自己，例如展示成年男子的體徵、攜帶沉重的矛、放牧大群牲畜等。

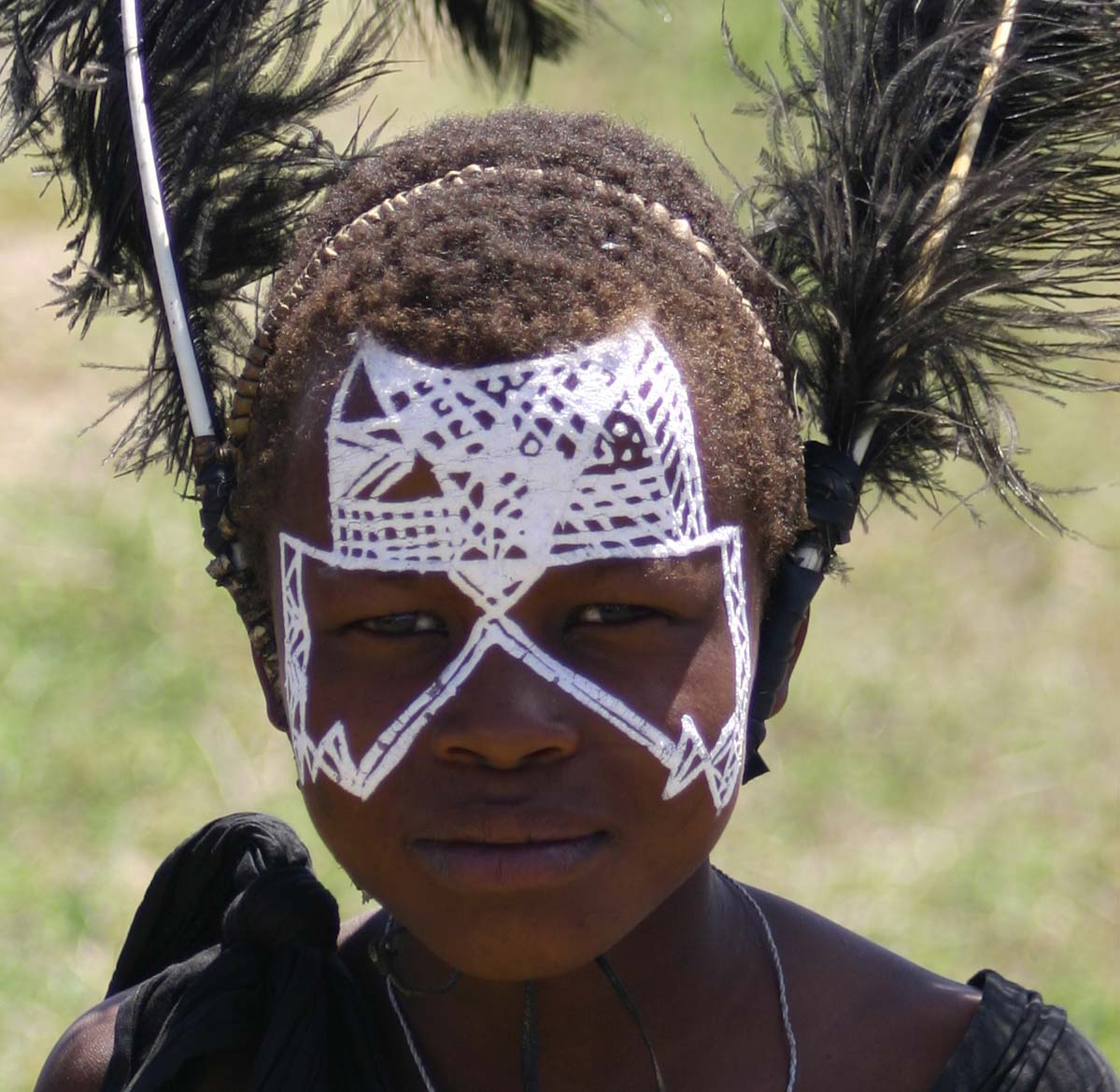
年輕的馬賽戰士與他所穿戴的頭飾

割禮實施前，男孩必須連續七天在牛群中放牧。而割禮將在第八天舉行。在手術之前，男孩必須在寒冷的天氣中站在外面，接受冷水淋浴以清潔自己。當他走向手術的位置時，他的朋友、家庭男性成員將大聲呼喊鼓勵，伴隨著令人厭惡的神情和可怕的威脅。例如，人們會告訴男孩：「如果你踢刀，我們會殺了你；如果你離開了刀，你就會讓你的部落失望。」 在傳統割禮的過程並沒有止痛藥物，如麻醉等。縱然割禮是痛苦的，但對每一位馬賽男人都意義非凡。
在完成割禮的那一天，受割禮的青年（Sipolio）頭髮將被剃光以昭示他們的新身份，並且在接下來的幾個月裡，他們將製作並穿戴鳥羽的頭飾在鄉村周圍漫遊、歌唱，鼓勵未受割禮的馬賽男孩（Laiyok）不要畏縮地進行手術。由於割禮涉及巨大的生理痛苦，並考驗著青少年的勇氣。如果他們在儀式中畏縮（馬賽人稱割禮上的畏縮為 Aipirri或Akwet），男孩會為自己和家人帶來恥辱。男孩與家人不僅可能遭受同年齡組成員的嘲笑，更得支付一頭牛的罰款。如果男孩在儀式中展現出很大的勇氣，他也有機會收到牛羊作為禮物。
在馬賽人的社會文化裡，割禮是幫助年輕的部落成員正式步入成年階段的重要儀式，更幫助馬賽人在社會中找到屬於自己的位置。然而，隨著21世紀在文化與人道上不斷面臨的挑戰，現今行割禮的人數（尤其是女性）已逐漸減少。

### 初級戰士
在割禮後的幾個月裡，受割禮的青年（Sipolio）將經歷一段戰術與戰技的指導（馬賽人稱此儀式為Eng Kipaata），此後，這些馬賽青年才算正式進入初級戰士階級（Ol Murrani Barnot 或 ilbarnot）。
在這些馬賽青年作為初級戰士服役的時期，他們將離開自己生長的居住地，到戰士村莊（Emanyatta或 manyatta）來居住。此時期一般維持五到七年，戰士村莊更是一種抵禦外敵的駐軍制度，年輕的初級戰士們會在那裏學習生存、掠奪和征戰的技藝，並開始保衛家園、守護牛隻的職責，直到下一代的年齡組來接替初級戰士的位置。
另外，戰士村莊不僅僅象徵著初級戰士們成長後的自主性和獨立性，戰士村莊更是極力宣揚所有戰士之間親密友愛的文化理想。在此階段裡，年輕的馬賽男人將開始學習進入整個年齡組的群體生活。年齡組是一個完整的共同體，在群體生活中，他們否認任何個人財產索賠，而戰士們有義務分享他們的時間、食物，甚至是情人。對他們的生活和行為上的種種限制使他們加深對同齡人的依賴。

### 高級戰士
最終，當部落的長老們認為現任的初級戰士們已經完成了服役，便會令其成員在一場名為Eunoto的儀式中畢業至高級戰士階級（Ol Murrani Botor），並由新一代的初級戰士接管戰士村莊。Eunoto儀式在另一個特別選定的營地舉行，營地內共會有四十九間房屋。第四十九間房屋被稱為 Osinkira，這是一間為先知（Oloiboni）特別製作的大型泥屋。與會的戰士將負責招待主持儀式的先知直到數日的儀式結束，而每個畢業的戰士都必須剃去母親為他們完成的長赭色染髮。此外，儀式期間，勇士禁止攜帶棍棒，長矛，刀等武器。經過這場儀式之後，晉升為高級戰士的馬賽男人將得到回家的允許，開始可以結婚、養家，學習進入家庭生活。

### 長老
一位擁有家庭的馬賽男人，當他結束高級戰士階級的身分時，馬賽人稱這樣的情況或時間點為Ol Ngesher。Orngesherr 則是最後一個年齡組的過渡儀式。約莫在35歲左右，在這個儀式結束後，一位馬賽男人會變成一名長老，並承擔他自己家庭的全部責任，亦可以離開他父親的部落去建立自己的家園。回到部落來看，當馬賽人成為了部落長老，無論是男人、還是女人都得承擔起管理整個部落的責任。特別的是，馬賽社會中並沒有集中式的權威，因為馬賽人既沒有頭人也沒有酋長的設立。雖然儀式領袖會被徵求意見，但部落的決策仍是以協商的方式來進行，而且在馬賽社會中很少受到挑戰。

## 現況
直至今日，馬賽戰士仍然會放牧和守護牛群，但他們作為戰士的意義已經逐漸式微，因為現在部落戰爭幾乎鮮少發生。在當代，馬賽人真正的敵人反而是政治人物、官僚和多國農業組織。當然，這些都遠遠超出了矛的範圍。儘管如此，年齡組階級與戰士制度仍在馬賽人的社會生活和結構中具有重要意義，因此這樣的制度依然被保存著。